# Zemfira Meftahatdinova
Zemfira Meftahatdinova (ázerbájdžánsky: Zemfira Meftahətdinova; 28. května 1963 Baku) je bývalá sovětská a ázerbájdžánská sportovní střelkyně. Pro Ázerbájdžán vybojovala zlatou olympijskou medaili ve skeetu na hrách v Sydney roku 2000 - a šlo o vůbec první olympijské zlato pro samostatný Ázerbájdžán v historii (získala ho 21. září, až o devět dní později druhé zlato přidal zápasník Namig Abdullajev). Stala se zároveň první ženskou olympijskou vítězkou této disciplíny. Zemfira za čtyři roky z Athén přivezla ještě olympijský bronz. Ve skeetu se stala dvakrát též mistryní světa (1995, 2001) a třikrát mistryní Evropy (1993, 1997, 2003). Z ME má i tři stříbra (1986, 1988, 1990) a dva bronzy (1987, 1995), většinu z těchto trofejí ale sesbírala ještě v dresu Sovětského svazu. Vytvořila 6 světových a 2 olympijské rekordy.
V dětství se věnovala gymnastice, se střeleckým výcvikem začala v roce 1976 na střední škole, závodně střílela od roku 1977. Roku 1984 absolvovala na Ázerbájdžánském institutu sportu a tělesné kultury. Od roku 1994 je příslušnicí ázerbájdžánské policie. Byla vyznamenána Ázerbájdžánskou medailí za pokrok (1995 a 2004) a Řádem slávy (2000). Je viceprezidentkou Ázerbájdžánské střelecké federace a Ázerbájdžánského olympijského výboru.